# UEFA Champions League 2019–20
UEFA Champions League 2019–20 là mùa giải thứ 65 của giải đấu bóng đá cấp câu lạc bộ hàng đầu của châu Âu được tổ chức bởi UEFA, và là mùa giải thứ 28 kể từ khi nó được đổi tên từ Cúp C1 châu Âu thành UEFA Champions League.
Bayern München đánh bại Paris Saint-Germain 1–0 trong trận chung kết, được diễn ra tại Sân vận động Ánh sáng ở Lisbon, Bồ Đào Nha và trở thành đội vô địch Cúp C1 châu Âu đầu tiên toàn thắng cả giải đấu. Thêm vào đó, họ cũng giành cú ăn ba lục địa thứ hai của họ, trở thành câu lạc bộ châu Âu thứ hai đạt được thành tích này, và trở thành đội bóng đầu tiên vô địch bất kỳ giải đấu châu Âu với thành tích thắng 100%. Với tư cách là đội vô địch, Bayern München giành quyền để thi đấu với Sevilla, đội vô địch của UEFA Europa League 2019-20 trong trận Siêu cúp châu Âu 2020, và cũng lọt vào FIFA Club World Cup 2020 ở Qatar. Vì họ đã lọt vào vòng bảng UEFA Champions League 2020-21 thông qua thành tích ở giải vô địch quốc gia của họ, suất dự ban đầu dành riêng cho đội đương kim vô địch Champions League được đưa cho đội đứng đầu của Eredivisie 2019-20 khi giải bị hủy bỏ do đại dịch COVID-19, Ajax, hiệp hội xếp hạng 11 theo danh sách tham dự của mùa sau.
Do tác động của đại dịch COVID-19, giải đấu bị hoãn vào giữa tháng 3 năm 2020 và trở lại vào tháng 8. Vòng tứ kết trở về sau được diễn ra theo thể thức đấu một trận loại trực tiếp tại các địa điểm trung lập ở Lisbon, Bồ Đào Nha (Sân vận động Ánh sáng và Sân vận động José Alvalade) mà không có khán giả từ ngày 12 đến ngày 23 tháng 8.
Công nghệ video hỗ trợ trọng tài (VAR) được sử dụng ở giải đấu kể từ vòng play-off.
Liverpool là đương kim vô địch nhưng bị Atlético Madrid loại ở vòng 16 đội.

## Phân bố đội của các hiệp hội
Tổng cộng có 79 đội từ 54 trong số 55 hiệp hội thành viên UEFA tham dự UEFA Champions League 2019–20 (ngoại trừ Liechtenstein, do không tổ chức giải quốc nội). Thứ hạng hiệp hội dựa trên hệ số quốc gia UEFA được dùng để xác định số đội tham dự cho mỗi hiệp hội:
- Các hiệp hội từ 1-4 có 4 đội tham dự.
- Các hiệp hội từ 5-6 có 3 đội tham dự.
- Các hiệp hội từ 7-15 có 2 đội tham dự.
- Các hiệp hội từ 16-55 (trừ Liechtenstein) có 1 đội tham dự.
- Nhà vô địch UEFA Champions League 2018-19 và UEFA Europa League 2018-19 đều được nhận 1 suất bổ sung nếu họ không lọt vào UEFA Champions League 2019–20 thông qua giải quốc nội.

### Xếp hạng hiệp hội
Đối với UEFA Champions League 2019–20, các hiệp hội được phân bố dựa trên hệ số quốc gia UEFA năm 2018, tính đến thành tích của họ tại các giải đấu ở châu Âu từ mùa giải 2013-14 đến 2017-18.
Ngoài việc phân bố số lượng đội dựa trên hệ số quốc gia, các hiệp hội có thể có thêm đội tham dự Champions League, như được ghi chú dưới đây:
- (UCL) – Suất bổ sung cho đội đương kim vô địch UEFA Champions League
- (UEL) – Suất bổ sung cho đội đương kim vô địch UEFA Europa League

| XH | Hiệp hội     | Hệ số   | Số đội | Ghi chú |
| -- | ------------ | ------- | ------ | ------- |
| 1  | Tây Ban Nha  | 106.998 | 4      |         |
| 2  | Anh          | 79.605  | 4      |         |
| 3  | Ý            | 76.249  | 4      |         |
| 4  | Đức          | 71.427  | 4      |         |
| 5  | Pháp         | 56.415  | 3      |         |
| 6  | Nga          | 53.382  | 3      |         |
| 7  | Bồ Đào Nha   | 47.248  | 2      |         |
| 8  | Ukraina      | 41.133  | 2      |         |
| 9  | Bỉ           | 38.500  | 2      |         |
| 10 | Thổ Nhĩ Kỳ   | 35.800  | 2      |         |
| 11 | Áo           | 32.850  | 2      |         |
| 12 | Thụy Sĩ      | 30.200  | 2      |         |
| 13 | Cộng hòa Séc | 30.175  | 2      |         |
| 14 | Hà Lan       | 29.749  | 2      |         |
| 15 | Hy Lạp       | 28.600  | 2      |         |
| 16 | Croatia      | 26.000  | 1      |         |
| 17 | Đan Mạch     | 25.950  | 1      |         |
| 18 | Israel       | 21.750  | 1      |         |
| 19 | Síp          | 21.550  | 1      |         |

| XH | Hiệp hội      | Hệ số  | Số đội | Ghi chú |
| -- | ------------- | ------ | ------ | ------- |
| 20 | Romania       | 20.450 | 1      |         |
| 21 | Ba Lan        | 20.125 | 1      |         |
| 22 | Thụy Điển     | 19.975 | 1      |         |
| 23 | Azerbaijan    | 19.125 | 1      |         |
| 24 | Bulgaria      | 19.125 | 1      |         |
| 25 | Serbia        | 18.750 | 1      |         |
| 26 | Scotland      | 18.625 | 1      |         |
| 27 | Belarus       | 18.625 | 1      |         |
| 28 | Kazakhstan    | 18.125 | 1      |         |
| 29 | Na Uy         | 17.425 | 1      |         |
| 30 | Slovenia      | 14.500 | 1      |         |
| 31 | Liechtenstein | 13.000 | 0      |         |
| 32 | Slovakia      | 12.125 | 1      |         |
| 33 | Moldova       | 10.000 | 1      |         |
| 34 | Albania       | 8.500  | 1      |         |
| 35 | Iceland       | 8.250  | 1      |         |
| 36 | Hungary       | 8.125  | 1      |         |
| 37 | Bắc Macedonia | 7.500  | 1      |         |

| XH | Hiệp hội              | Hệ số | Số đội | Ghi chú |
| -- | --------------------- | ----- | ------ | ------- |
| 38 | Phần Lan              | 6.900 | 1      |         |
| 39 | Cộng hòa Ireland      | 6.700 | 1      |         |
| 40 | Bosnia và Herzegovina | 6.625 | 1      |         |
| 41 | Latvia                | 5.625 | 1      |         |
| 42 | Estonia               | 5.500 | 1      |         |
| 43 | Litva                 | 5.375 | 1      |         |
| 44 | Montenegro            | 5.000 | 1      |         |
| 45 | Gruzia                | 5.000 | 1      |         |
| 46 | Armenia               | 4.875 | 1      |         |
| 47 | Malta                 | 4.500 | 1      |         |
| 48 | Luxembourg            | 4.375 | 1      |         |
| 49 | Bắc Ireland           | 4.250 | 1      |         |
| 50 | Wales                 | 3.875 | 1      |         |
| 51 | Quần đảo Faroe        | 3.750 | 1      |         |
| 52 | Gibraltar             | 3.000 | 1      |         |
| 53 | Andorra               | 1.331 | 1      |         |
| 54 | San Marino            | 0.499 | 1      |         |
| 55 | Kosovo                | 0.000 | 1      |         |

### Phân phối
Dưới đây là danh sách tham dự cho mùa giải này.
|                                  |                                                  | Các đội tham dự vòng đấu này | Các đội đi tiếp từ vòng đấu trước |
| -------------------------------- | ------------------------------------------------ | --- | --- |
| Vòng sơ loại (4 đội)             | Vòng sơ loại (4 đội)                             | - 4 đội vô địch từ các hiệp hội xếp hạng 52–55 | |
| Vòng loại thứ nhất (32 đội)      | Vòng loại thứ nhất (32 đội)                      | - 31 đội vô địch từ các hiệp hội xếp hạng 20–51 (ngoại trừ Liechtenstein) | - 1 đội thắng từ vòng sơ loại |
| Vòng loại thứ hai                | Nhóm các đội vô địch giải quốc nội (20 đội)      | - 4 đội vô địch từ các hiệp hội xếp hạng 16–19 | - 16 đội thắng từ vòng loại thứ nhất |
| Vòng loại thứ hai                | Nhóm các đội không vô địch giải quốc nội (4 đội) | - 4 đội á quân từ các hiệp hội xếp hạng 12–15 | |
| Vòng loại thứ ba                 | Nhóm các đội vô địch giải quốc nội (12 đội)      | - 2 đội vô địch từ các hiệp hội xếp hạng 14–15 | - 10 đội thắng từ vòng loại thứ hai (Nhóm các đội vô địch giải quốc nội)                                                                      |
| Vòng loại thứ ba                 | Nhóm các đội không vô địch giải quốc nội (8 đội) | - 5 đội á quân từ các hiệp hội xếp hạng 7–11 - 1 đội đứng thứ ba từ hiệp hội xếp hạng 6 | - 2 đội thắng từ vòng loại thứ hai (Nhóm các đội không vô địch giải quốc nội)                                                                 |
| Vòng play-off                    | Nhóm các đội vô địch giải quốc nội (8 đội)       | - 2 đội vô địch từ các hiệp hội xếp hạng 12–13 | - 6 đội thắng từ vòng loại thứ ba (Nhóm các đội vô địch giải quốc nội)                                                                        |
| Vòng play-off                    | Nhóm các đội không vô địch giải quốc nội (4 đội) | | - 4 đội thắng từ vòng loại thứ ba (Nhóm các đội không vô địch giải quốc nội)                                                                  |
| Vòng bảng (32 đội)               | Vòng bảng (32 đội)                               | - 11 đội vô địch từ các hiệp hội xếp hạng 1–11 - 6 đội á quân từ các hiệp hội xếp hạng 1–6 - 5 đội đứng thứ ba từ các hiệp hội xếp hạng 1–5 - 4 đội đứng thứ tư từ các hiệp hội xếp hạng 1–4 | - 4 đội thắng từ vòng play-off (Nhóm các đội vô địch giải quốc nội) - 2 đội thắng từ vòng play-off (Nhóm các đội không vô địch giải quốc nội) |
| Vòng đấu loại trực tiếp (16 đội) | Vòng đấu loại trực tiếp (16 đội)                 | | - 8 đội đứng thứ nhất từ vòng bảng - 8 đội đứng thứ nhì từ vòng bảng                                                                          |

### Các đội bóng
Vị trí giải quốc nội của mùa giải trước được thể hiện trong dấu ngoặc đơn (TH: Đương kim vô địch Champions League; EL: Đương kim vô địch Europa League).
| LiverpoolTH (2)     | Tottenham Hotspur (4) | RB Leipzig (3)             | Benfica (1)           |
| ChelseaEL (3)       | Juventus (1)          | Bayer Leverkusen (4)       | Shakhtar Donetsk (1)  |
| Barcelona (1)       | Napoli (2)            | Paris Saint-Germain (1)    | Genk (1)              |
| Atlético Madrid (2) | Atalanta (3)          | Lille (2)                  | Galatasaray (1)       |
| Real Madrid (3)     | Inter Milan (4)       | Lyon (3)                   | Red Bull Salzburg (1) |
| Valencia (4)        | Bayern München (1)    | Zenit Saint Petersburg (1) |                       |
| Manchester City (1) | Borussia Dortmund (2) | Lokomotiv Moscow (2)       |                       |

| Nhóm các đội vô địch giải quốc nội | Nhóm các đội vô địch giải quốc nội | Nhóm các đội không vô địch giải quốc nội | Nhóm các đội không vô địch giải quốc nội |
| ---------------------------------- | ---------------------------------- | ---------------------------------------- | ---------------------------------------- |
| Young Boys (1)                     | Slavia Prague (1)                  |                                          |                                          |

| Nhóm các đội vô địch giải quốc nội | Nhóm các đội vô địch giải quốc nội | Nhóm các đội không vô địch giải quốc nội | Nhóm các đội không vô địch giải quốc nội |
| ---------------------------------- | ---------------------------------- | ---------------------------------------- | ---------------------------------------- |
| Ajax (1)                           | PAOK (1)                           | Krasnodar (3)                            | Club Brugge (2)                          |
|                                    |                                    | Porto (2)                                | İstanbul Başakşehir (2)                  |
| Dynamo Kyiv (2)                    | LASK (2)                           |                                          |                                          |

| Nhóm các đội vô địch giải quốc nội | Nhóm các đội vô địch giải quốc nội | Nhóm các đội không vô địch giải quốc nội | Nhóm các đội không vô địch giải quốc nội |
| ---------------------------------- | ---------------------------------- | ---------------------------------------- | ---------------------------------------- |
| Dinamo Zagreb (1)                  | Maccabi Tel Aviv (1)               | Basel (2)                                | PSV Eindhoven (2)                        |
| Copenhagen (1)                     | APOEL (1)                          | Viktoria Plzeň (2)                       | Olympiacos (2)                           |

| CFR Cluj (1)           | Astana (1)            | Shkëndija (1)       | Saburtalo Tbilisi (1) |
| Piast Gliwice (1)      | Rosenborg (1)         | HJK (1)             | Ararat-Armenia (1)    |
| AIK (1)                | Maribor (1)           | Dundalk (1)         | Valletta (1)          |
| Qarabağ (1)            | Slovan Bratislava (1) | Sarajevo (1)        | F91 Dudelange (1)     |
| Ludogorets Razgrad (1) | Sheriff Tiraspol (1)  | Riga FC (1)         | Linfield (1)          |
| Red Star Belgrade (1)  | Partizani (1)         | Nõmme Kalju (1)     | The New Saints (1)    |
| Celtic (1)             | Valur (1)             | Sūduva (1)          | HB Tórshavn (1)       |
| BATE Borisov (1)       | Ferencváros (1)       | Sutjeska Nikšić (1) |                       |

| Lincoln Red Imps (1) | FC Santa Coloma (1) | Tre Penne (1) | Feronikeli (1) |

## Lịch thi đấu và bốc thăm
Lịch thi đấu của giải đấu như sau (tất cả các lễ bốc thăm đều được tổ chức tại trụ sở UEFA ở Nyon, Thụy Sĩ, trừ khi có thông báo khác).
Giải đấu đã bị hoãn vào ngày 17 tháng 3 năm 2020 do đại dịch COVID-19 ở châu Âu. Một nhóm làm việc được thành lập để quyết định lịch của phần còn lại của mùa giải. Vào ngày 17 tháng 6 năm 2020, UEFA đã công bố lịch sửa đổi cho vòng tứ kết, bán kết và chung kết của giải đấu, sẽ được diễn ra theo thể thức một trận duy nhất.
| Giai đoạn               | Vòng               | Ngày bốc thăm                | Lượt đi                                               | Lượt về                                               |
| ----------------------- | ------------------ | ---------------------------- | ----------------------------------------------------- | ----------------------------------------------------- |
| Vòng loại               | Vòng sơ loại       | 11 tháng 6 năm 2019          | 25 tháng 6 năm 2019 (bán kết)                         | 28 tháng 6 năm 2019 (chung kết)                       |
| Vòng loại               | Vòng loại thứ nhất | 18 tháng 6 năm 2019          | 9–10 tháng 7 năm 2019                                 | 16–17 tháng 7 năm 2019                                |
| Vòng loại               | Vòng loại thứ hai  | 19 tháng 6 năm 2019          | 23–24 tháng 7 năm 2019                                | 30–31 tháng 7 năm 2019                                |
| Vòng loại               | Vòng loại thứ ba   | 22 tháng 7 năm 2019          | 6–7 tháng 8 năm 2019                                  | 13 tháng 8 năm 2019                                   |
| Play-off                | Vòng play-off      | 5 tháng 8 năm 2019           | 20–21 tháng 8 năm 2019                                | 27–28 tháng 8 năm 2019                                |
| Vòng bảng               | Lượt trận thứ nhất | 29 tháng 8 năm 2019 (Monaco) | 17–18 tháng 9 năm 2019                                | 17–18 tháng 9 năm 2019                                |
| Vòng bảng               | Lượt trận thứ hai  | 29 tháng 8 năm 2019 (Monaco) | 1–2 tháng 10 năm 2019                                 | 1–2 tháng 10 năm 2019                                 |
| Vòng bảng               | Lượt trận thứ ba   | 29 tháng 8 năm 2019 (Monaco) | 22–23 tháng 10 năm 2019                               | 22–23 tháng 10 năm 2019                               |
| Vòng bảng               | Lượt trận thứ tư   | 29 tháng 8 năm 2019 (Monaco) | 5–6 tháng 11 năm 2019                                 | 5–6 tháng 11 năm 2019                                 |
| Vòng bảng               | Lượt trận thứ năm  | 29 tháng 8 năm 2019 (Monaco) | 26–27 tháng 11 năm 2019                               | 26–27 tháng 11 năm 2019                               |
| Vòng bảng               | Lượt trận thứ sáu  | 29 tháng 8 năm 2019 (Monaco) | 10–11 tháng 12 năm 2019                               | 10–11 tháng 12 năm 2019                               |
| Vòng đấu loại trực tiếp | Vòng 16 đội        | 16 tháng 12 năm 2019         | 18–19 & 25–26 tháng 2 năm 2020                        | 10–11 tháng 3 & 7–8 tháng 8 năm 2020                  |
| Vòng đấu loại trực tiếp | Tứ kết             | 10 tháng 7 năm 2020          | 12–15 tháng 8 năm 2020                                | 12–15 tháng 8 năm 2020                                |
| Vòng đấu loại trực tiếp | Bán kết            | 10 tháng 7 năm 2020          | 18–19 tháng 8 năm 2020                                | 18–19 tháng 8 năm 2020                                |
| Vòng đấu loại trực tiếp | Chung kết          | 10 tháng 7 năm 2020          | 23 tháng 8 năm 2020 tại Sân vận động Ánh sáng, Lisbon | 23 tháng 8 năm 2020 tại Sân vận động Ánh sáng, Lisbon |

1. ↑  Các trận đấu của tuần thứ hai ban đầu dự kiến vào ngày 17–18 tháng 3 năm 2020
2. ↑  Lễ bốc thăm vòng tứ kết, vòng bán kết và chung kết ban đầu dự kiến vào ngày 20 tháng 3 năm 2020
3. ↑  Lượt đi vòng tứ kết ban đầu dự kiến vào ngày 7–8 tháng 4, và lượt về vào ngày 14–15 tháng 4 năm 2020
4. ↑  Lượt đi vòng tứ kết ban đầu dự kiến vào ngày 28–29 tháng 4, và lượt về vào ngày 5–6 tháng 5 năm 2020
5. ↑  Trận chung kết ban đầu dự kiến vào ngày 30 tháng 5 năm 2020

## Tác động của đại dịch COVID-19
Các cặp đấu vòng 16 đội được diễn ra trong thời gian 4 tuần, với lượt đi được diễn ra trong 2 tuần của tháng 2 và lượt về được diễn ra trong 2 tuần của tháng 3. Vì lý do này, các cặp đấu lượt đi không bị ảnh hưởng bởi đại dịch, nhưng các cặp đấu lượt về bị ảnh hưởng theo những cách khác nhau. Tất cả bốn trận đấu ở tuần đầu tiên được diễn ra nhưng do mức độ nghiêm trọng gia tăng của đại dịch COVID-19 ở Tây Ban Nha và Pháp, các trận đấu sân nhà của Valencia và PSG được diễn ra mà không có khán giả. Vào ngày 15 tháng 3, UEFA thông báo tạm dừng giải đấu nghĩa là các trận đấu lượt về còn lại bị hoãn vô thời hạn. Một nhóm làm việc được thành lập để xếp lịch lại phần còn lại của mùa giải. Vào ngày 23 tháng 3, thông báo được đưa ra rằng Sân vận động Olympic Atatürk ở Istanbul, Thổ Nhĩ Kỳ sẽ không còn tổ chức trận chung kết giải đấu, ban đầu dự kiến vào ngày 30 tháng 5, nhưng thay vào đó sẽ tổ chức trận chung kết năm 2021.
Vào ngày 17 tháng 6, thông báo được đưa ra rằng Champions League sẽ trở lại vào ngày 7 tháng 8 và kết thúc vào ngày 23 tháng 8, với phần còn lại của giải đấu được tổ chức ở Bồ Đào Nha, ngoại trừ 4 trận đấu lượt về vòng 16 đội chưa diễn ra được tổ chức tại địa điểm ban đầu. 8 đội cuối cùng của giải đấu sẽ thi đấu theo kiểu giải đấu mini với các trận đấu còn lại được diễn ra theo thể thức đấu một trận duy nhất. Tất cả các cặp đấu còn lại của giải đấu được diễn ra mà không có khán giả do đại dịch COVID-19 ở châu Âu vẫn còn diễn ra.

### Địa điểm vòng chung kết
| Lisboa                                          | Sân vận động Ánh sángSân vận động José Alvalade Vị trí các sân vận động ở Lisboa, Bồ Đào Nha | Lisboa                     |
| ----------------------------------------------- | -------------------------------------------------------------------------------------------- | -------------------------- |
| Sân vận động Ánh sáng (Địa điểm trận chung kết) | Sân vận động Ánh sángSân vận động José Alvalade Vị trí các sân vận động ở Lisboa, Bồ Đào Nha | Sân vận động José Alvalade |
| Sức chứa: 64.642                                | Sân vận động Ánh sángSân vận động José Alvalade Vị trí các sân vận động ở Lisboa, Bồ Đào Nha | Sức chứa: 50.095           |
|                                                 | Sân vận động Ánh sángSân vận động José Alvalade Vị trí các sân vận động ở Lisboa, Bồ Đào Nha |                            |

## Vòng sơ loại
Ở vòng sơ loại, các đội được chia ra làm nhóm hạt giống và nhóm không hạt giống dựa trên Hệ số câu lạc bộ UEFA năm 2019, và được xếp cặp với nhau để thi đấu trận bán kết 1 lượt và trận chung kết. Đội thua ở các trận bán kết và chung kết tham dự vòng loại thứ hai UEFA Europa League 2019-20.

Lễ bốc thăm vòng sơ loại được tổ chức vào ngày 11 tháng 6 năm 2019, lúc 12:00 CEST, để xác định các cặp đấu ở bán kết và đội "chủ nhà" hành chính cho các trận bán kết và chung kết.
Các trận bán kết được diễn ra vào ngày 25 tháng 6, và trận chung kết được diễn ra vào ngày 28 tháng 6 năm 2019, tất cả đều được diễn ra tại Sân vận động Fadil Vokrri ở Pristina, Kosovo.
| Đội 1      | Tỉ số | Đội 2            |
| ---------- | ----- | ---------------- |
| Feronikeli | 1–0   | Lincoln Red Imps |
| Tre Penne  | 0–1   | FC Santa Coloma  |

| Đội 1      | Tỉ số | Đội 2           |
| ---------- | ----- | --------------- |
| Feronikeli | 2–1   | FC Santa Coloma |

## Vòng loại
Ở vòng loại và vòng play-off, các đội được chia ra làm nhóm hạt giống và nhóm không hạt giống dựa trên Hệ số câu lạc bộ UEFA năm 2019, và xếp cặp với nhau để thi đấu theo thể thức hai lượt đi và về.

### Vòng loại thứ nhất
Đội thua tham dự vòng loại thứ hai UEFA Europa League 2019-20, ngoại trừ một đội được bốc thăm để nhận suất vào thẳng vòng loại thứ ba UEFA Europa League 2019-20.

Lễ bốc thăm vòng loại thứ nhất được tổ chức vào ngày 18 tháng 6 năm 2019, lúc 14:30 CEST.
Lượt đi được diễn ra vào ngày 9 và 10 tháng 7, và lượt về được diễn ra vào ngày 16 và 17 tháng 7 năm 2019.
| Đội 1             | TTS         | Đội 2              | Lượt đi | Lượt về      |
| ----------------- | ----------- | ------------------ | ------- | ------------ |
| Nõmme Kalju       | 2–2 (a)     | Shkëndija          | 0–1     | 2–1          |
| Sūduva            | 1–2         | Red Star Belgrade  | 0–0     | 1–2          |
| Ararat-Armenia    | 3–4         | AIK                | 2–1     | 1–3          |
| Astana            | 2–3         | CFR Cluj           | 1–0     | 1–3          |
| Ferencváros       | 5–3         | Ludogorets Razgrad | 2–1     | 3–2          |
| Partizani         | 0–2         | Qarabağ            | 0–0     | 0–2          |
| Slovan Bratislava | 2–2 (2–3 p) | Sutjeska Nikšić    | 1–1     | 1–1 (s.h.p.) |
| Sarajevo          | 2–5         | Celtic             | 1–3     | 1–2          |
| Sheriff Tiraspol  | 3–4         | Saburtalo Tbilisi  | 0–3     | 3–1          |
| F91 Dudelange     | 3–3 (a)     | Valletta           | 2–2     | 1–1          |
| Linfield          | 0–6         | Rosenborg          | 0–2     | 0–4          |
| Valur             | 0–5         | Maribor            | 0–3     | 0–2          |
| Dundalk           | 0–0 (5–4 p) | Riga               | 0–0     | 0–0 (s.h.p.) |
| The New Saints    | 3–2         | Feronikeli         | 2–2     | 1–0          |
| HJK               | 5–2         | HB Tórshavn        | 3–0     | 2–2          |
| BATE Borisov      | 3–2         | Piast Gliwice      | 1–1     | 2–1          |

Ghi chú
1. ↑  Sau khi có sai sót không làm đúng quy trình ở lần bốc thăm chính thức, UEFA tiến hành bốc thăm lại để xác định đội nhà cho mỗi lượt trong cặp đấu Ferencváros-Ludogorets Razgrad. Do đó, thứ tự lượt đấu được đảo ngược. Sai sót này không ảnh hưởng đến các cặp đấu khác.[23]
2. ↑  Thứ tự lượt đấu được đảo ngược sau lễ bốc thăm chính thức.
3. ↑  Đội thua được bốc thăm để nhận suất vào thẳng vòng loại thứ ba Europa League.

### Vòng loại thứ hai
Vòng loại thứ hai được tách ra làm hai nhóm riêng biệt: Nhóm các đội vô địch giải quốc nội (dành cho các đội vô địch giải vô địch quốc gia) và Nhóm các đội không vô địch giải quốc nội (dành cho các đội không vô địch giải vô địch quốc gia). Đội thua từ cả hai nhóm tham dự vòng loại thứ ba UEFA Europa League 2019-20.

Lễ bốc thăm vòng loại thứ hai được tổ chức vào ngày 19 tháng 6 năm 2019, lúc 12:00 CEST.
Lượt đi được diễn ra vào ngày 23 và 24 tháng 7, và lượt về được diễn ra vào ngày 30 và 31 tháng 7 năm 2019.
| Đội 1             | TTS     | Đội 2            | Lượt đi | Lượt về      |
| ----------------- | ------- | ---------------- | ------- | ------------ |
| CFR Cluj          | 3–2     | Maccabi Tel Aviv | 1–0     | 2–2          |
| BATE Borisov      | 2–3     | Rosenborg        | 2–1     | 0–2          |
| The New Saints    | 0–3     | Copenhagen       | 0–2     | 0–1          |
| Ferencváros       | 4–2     | Valletta         | 3–1     | 1–1          |
| Dundalk           | 1–4     | Qarabağ          | 1–1     | 0–3          |
| Saburtalo Tbilisi | 0–5     | Dinamo Zagreb    | 0–2     | 0–3          |
| Celtic            | 7–0     | Nõmme Kalju      | 5–0     | 2–0          |
| Red Star Belgrade | 3–2     | HJK              | 2–0     | 1–2          |
| Sutjeska Nikšić   | 0–4     | APOEL            | 0–1     | 0–3          |
| Maribor           | 4–4 (a) | AIK              | 2–1     | 2–3 (s.h.p.) |

| Đội 1          | TTS     | Đội 2      | Lượt đi | Lượt về |
| -------------- | ------- | ---------- | ------- | ------- |
| Viktoria Plzeň | 0–4     | Olympiacos | 0–0     | 0–4     |
| PSV Eindhoven  | 4–4 (a) | Basel      | 3–2     | 1–2     |

### Vòng loại thứ ba
Vòng loại thứ ba được tách ra làm hai nhóm riêng biệt: Nhóm các đội vô địch giải quốc nội (dành cho các đội vô địch giải vô địch quốc gia) và Nhóm các đội không vô địch giải quốc nội (dành cho các đội không vô địch giải vô địch quốc gia). Đội thua từ Nhóm các đội vô địch giải quốc nội tham dự vòng play-off UEFA Europa League 2019-20, trong khi đội thua từ Nhóm các đội không vô địch giải quốc nội tham dự vòng bảng UEFA Europa League 2019-20.

Lễ bốc thăm vòng loại thứ ba được tổ chức vào ngày 22 tháng 7 năm 2019, lúc 12:00 CEST.
Lượt đi được diễn ra vào ngày 6 và 7 tháng 8, và lượt về được diễn ra vào ngày 13 tháng 8 năm 2019.
| Đội 1             | TTS         | Đội 2       | Lượt đi | Lượt về      |
| ----------------- | ----------- | ----------- | ------- | ------------ |
| CFR Cluj          | 5–4         | Celtic      | 1–1     | 4–3          |
| APOEL             | 3–2         | Qarabağ     | 1–2     | 2–0          |
| PAOK              | 4–5         | Ajax        | 2–2     | 2–3          |
| Dinamo Zagreb     | 5–1         | Ferencváros | 1–1     | 4–0          |
| Red Star Belgrade | 2–2 (7–6 p) | Copenhagen  | 1–1     | 1–1 (s.h.p.) |
| Maribor           | 2–6         | Rosenborg   | 1–3     | 1–3          |

| Đội 1               | TTS     | Đội 2       | Lượt đi | Lượt về |
| ------------------- | ------- | ----------- | ------- | ------- |
| İstanbul Başakşehir | 0–3     | Olympiacos  | 0–1     | 0–2     |
| Krasnodar           | 3–3 (a) | Porto       | 0–1     | 3–2     |
| Club Brugge         | 4–3     | Dynamo Kyiv | 1–0     | 3–3     |
| Basel               | 2–5     | LASK        | 1–2     | 1–3     |

## Vòng play-off
Vòng play-off được tách ra làm hai nhóm riêng biệt: Nhóm các đội vô địch giải quốc nội (dành cho các đội vô địch giải vô địch quốc gia) và Nhóm các đội không vô địch giải quốc nội (dành cho các đội không vô địch giải vô địch quốc gia). Đội thua từ cả hai nhóm tham dự vòng bảng UEFA Europa League 2019-20. Từ vòng đấu này, công nghệ video hỗ trợ trọng tài được sử dụng.

Lễ bốc thăm vòng play-off được tổ chức vào ngày 5 tháng 8 năm 2019, lúc 12:00 CEST.
Lượt đi được diễn ra vào ngày 20 và 21 tháng 8, và lượt về được diễn ra vào ngày 27 và 28 tháng 8 năm 2019.
| Đội 1         | TTS     | Đội 2             | Lượt đi | Lượt về |
| ------------- | ------- | ----------------- | ------- | ------- |
| Dinamo Zagreb | 3–1     | Rosenborg         | 2–0     | 1–1     |
| CFR Cluj      | 0–2     | Slavia Prague     | 0–1     | 0–1     |
| Young Boys    | 3–3 (a) | Red Star Belgrade | 2–2     | 1–1     |
| APOEL         | 0–2     | Ajax              | 0–0     | 0–2     |

| Đội 1      | TTS | Đội 2       | Lượt đi | Lượt về |
| ---------- | --- | ----------- | ------- | ------- |
| LASK       | 1–3 | Club Brugge | 0–1     | 1–2     |
| Olympiacos | 6–1 | Krasnodar   | 4–0     | 2–1     |

## Vòng bảng
Lễ bốc thăm vòng bảng được tổ chức vào ngày 29 tháng 8 năm 2019, lúc 18:00 CEST, tại Grimaldi Forum ở Monaco. 32 đội được phân thành tám bảng 4 đội, với hạn chế các đội từ cùng hiệp hội không nằm cùng bảng với nhau. Đối với lễ bốc thăm, các đội được xếp vào bốn nhóm hạt giống dựa trên những nguyên tắc sau đây:
- Nhóm 1 bao gồm đội đương kim vô địch Champions League và Europa League, và các đội vô địch giải quốc gia của 6 hiệp hội hàng đầu dựa trên hệ số quốc gia UEFA năm 2018.
- Nhóm 2, 3 và 4 bao gồm các đội còn lại, được phân nhóm dựa trên hệ số câu lạc bộ UEFA năm 2019 của họ.[20]

Ở mỗi bảng, các đội đối đầu với nhau theo thể thức vòng tròn 2 lượt đi và về. Hai đội đầu bảng đi tiếp vào vòng 16 đội, trong khi đội đứng thứ ba tham dự vòng 32 đội UEFA Europa League 2019-20. Các lượt trận được diễn ra vào các ngày 17–18 tháng 9, 1–2 tháng 10, 22–23 tháng 10, 5–6 tháng 11, 26–27 tháng 11, và 10–11 tháng 12 năm 2019.
Tổng cộng có 16 hiệp hội quốc gia có đại diện ở vòng bảng. Atalanta lần đầu tiên tham dự vòng bảng.
| Tiêu chí xếp hạng |
| --- |
| Các đội được xếp hạng theo điểm số (3 điểm cho một trận thắng, 1 điểm cho một trận hòa, 0 điểm cho một trận thua), và nếu bằng điểm, tiêu chí xếp hạng sau đây được áp dụng, theo thứ tự được thể hiện, để xác định thứ hạng (Quy định Điều 17.01): 1. Số điểm trong các trận đấu đối đầu giữa các đội bằng điểm; 2. Hiệu số bàn thắng thua trong các trận đấu đối đầu giữa các đội bằng điểm; 3. Số bàn thắng ghi được trong các trận đấu đối đầu giữa các đội bằng điểm; 4. Số bàn thắng sân khách ghi được trong các trận đấu đối đầu giữa các đội bằng điểm; 5. Nếu có nhiều hơn 2 đội bằng điểm, và sau khi áp dụng tất cả tiêu chí đối đầu trên, một nhóm đội vẫn bằng nhau, tất cả tiêu chí đối đầu trên được áp dụng lại dành riêng cho nhóm đội này; 6. Hiệu số bàn thắng thua trong tất cả các trận đấu vòng bảng; 7. Số bàn thắng ghi được trong tất cả các trận đấu vòng bảng; 8. Số bàn thắng sân khách ghi được trong tất cả các trận đấu vòng bảng; 9. Số trận thắng trong tất cả các trận đấu vòng bảng; 10. Số trận thắng sân khách trong tất cả các trận đấu vòng bảng; 11. Điểm kỷ luật (thẻ đỏ = 3 điểm, thẻ vàng = 1 điểm, bị truất quyền thi đấu do phải nhận hai thẻ vàng trong một trận đấu = 3 điểm); 12. Hệ số câu lạc bộ UEFA. |

### Bảng A
| VT | Đội                 | ST | T | H | B | BT | BB | HS  | Đ  | Giành quyền tham dự                 |  | PAR | RM  | BRU | GAL |
| -- | ------------------- | -- | - | - | - | -- | -- | --- | -- | ----------------------------------- |  | --- | --- | --- | --- |
| 1  | Paris Saint-Germain | 6  | 5 | 1 | 0 | 17 | 2  | +15 | 16 | Đi tiếp vào vòng đấu loại trực tiếp |  | —   | 3–0 | 1–0 | 5–0 |
| 2  | Real Madrid         | 6  | 3 | 2 | 1 | 14 | 8  | +6  | 11 | Đi tiếp vào vòng đấu loại trực tiếp |  | 2–2 | —   | 2–2 | 6–0 |
| 3  | Club Brugge         | 6  | 0 | 3 | 3 | 4  | 12 | −8  | 3  | Chuyển qua Europa League            |  | 0–5 | 1–3 | —   | 0–0 |
| 4  | Galatasaray         | 6  | 0 | 2 | 4 | 1  | 14 | −13 | 2  |                                     |  | 0–1 | 0–1 | 1–1 | —   |

### Bảng B
| VT | Đội               | ST | T | H | B | BT | BB | HS  | Đ  | Giành quyền tham dự                 |  | BAY | TOT | OLY | RSB |
| -- | ----------------- | -- | - | - | - | -- | -- | --- | -- | ----------------------------------- |  | --- | --- | --- | --- |
| 1  | Bayern Munich     | 6  | 6 | 0 | 0 | 24 | 5  | +19 | 18 | Đi tiếp vào vòng đấu loại trực tiếp |  | —   | 3–1 | 2–0 | 3–0 |
| 2  | Tottenham Hotspur | 6  | 3 | 1 | 2 | 18 | 14 | +4  | 10 | Đi tiếp vào vòng đấu loại trực tiếp |  | 2–7 | —   | 4–2 | 5–0 |
| 3  | Olympiacos        | 6  | 1 | 1 | 4 | 8  | 14 | −6  | 4  | Chuyển qua Europa League            |  | 2–3 | 2–2 | —   | 1–0 |
| 4  | Red Star Belgrade | 6  | 1 | 0 | 5 | 3  | 20 | −17 | 3  |                                     |  | 0–6 | 0–4 | 3–1 | —   |

### Bảng C
| VT | Đội              | ST | T | H | B | BT | BB | HS  | Đ  | Giành quyền tham dự                 |  | MC  | ATA | SHK | DZG |
| -- | ---------------- | -- | - | - | - | -- | -- | --- | -- | ----------------------------------- |  | --- | --- | --- | --- |
| 1  | Manchester City  | 6  | 4 | 2 | 0 | 16 | 4  | +12 | 14 | Đi tiếp vào vòng đấu loại trực tiếp |  | —   | 5–1 | 1–1 | 2–0 |
| 2  | Atalanta         | 6  | 2 | 1 | 3 | 8  | 12 | −4  | 7  | Đi tiếp vào vòng đấu loại trực tiếp |  | 1–1 | —   | 1–2 | 2–0 |
| 3  | Shakhtar Donetsk | 6  | 1 | 3 | 2 | 8  | 13 | −5  | 6  | Chuyển qua Europa League            |  | 0–3 | 0–3 | —   | 2–2 |
| 4  | Dinamo Zagreb    | 6  | 1 | 2 | 3 | 10 | 13 | −3  | 5  |                                     |  | 1–4 | 4–0 | 3–3 | —   |

### Bảng D
| VT | Đội              | ST | T | H | B | BT | BB | HS | Đ  | Giành quyền tham dự                 |  | JUV | ATL | LEV | LOM |
| -- | ---------------- | -- | - | - | - | -- | -- | -- | -- | ----------------------------------- |  | --- | --- | --- | --- |
| 1  | Juventus         | 6  | 5 | 1 | 0 | 12 | 4  | +8 | 16 | Đi tiếp vào vòng đấu loại trực tiếp |  | —   | 1–0 | 3–0 | 2–1 |
| 2  | Atlético Madrid  | 6  | 3 | 1 | 2 | 8  | 5  | +3 | 10 | Đi tiếp vào vòng đấu loại trực tiếp |  | 2–2 | —   | 1–0 | 2–0 |
| 3  | Bayer Leverkusen | 6  | 2 | 0 | 4 | 5  | 9  | −4 | 6  | Chuyển qua Europa League            |  | 0–2 | 2–1 | —   | 1–2 |
| 4  | Lokomotiv Moscow | 6  | 1 | 0 | 5 | 4  | 11 | −7 | 3  |                                     |  | 1–2 | 0–2 | 0–2 | —   |

### Bảng E
| VT | Đội               | ST | T | H | B | BT | BB | HS  | Đ  | Giành quyền tham dự                 |  | LIV | NAP | SAL | GNK |
| -- | ----------------- | -- | - | - | - | -- | -- | --- | -- | ----------------------------------- |  | --- | --- | --- | --- |
| 1  | Liverpool         | 6  | 4 | 1 | 1 | 13 | 8  | +5  | 13 | Đi tiếp vào vòng đấu loại trực tiếp |  | —   | 1–1 | 4–3 | 2–1 |
| 2  | Napoli            | 6  | 3 | 3 | 0 | 11 | 4  | +7  | 12 | Đi tiếp vào vòng đấu loại trực tiếp |  | 2–0 | —   | 1–1 | 4–0 |
| 3  | Red Bull Salzburg | 6  | 2 | 1 | 3 | 16 | 13 | +3  | 7  | Chuyển qua Europa League            |  | 0–2 | 2–3 | —   | 6–2 |
| 4  | Genk              | 6  | 0 | 1 | 5 | 5  | 20 | −15 | 1  |                                     |  | 1–4 | 0–0 | 1–4 | —   |

### Bảng F
| VT | Đội               | ST | T | H | B | BT | BB | HS | Đ  | Giành quyền tham dự                 |  | BAR | DOR | INT | SLP |
| -- | ----------------- | -- | - | - | - | -- | -- | -- | -- | ----------------------------------- |  | --- | --- | --- | --- |
| 1  | Barcelona         | 6  | 4 | 2 | 0 | 9  | 4  | +5 | 14 | Đi tiếp vào vòng đấu loại trực tiếp |  | —   | 3–1 | 2–1 | 0–0 |
| 2  | Borussia Dortmund | 6  | 3 | 1 | 2 | 8  | 8  | 0  | 10 | Đi tiếp vào vòng đấu loại trực tiếp |  | 0–0 | —   | 3–2 | 2–1 |
| 3  | Inter Milan       | 6  | 2 | 1 | 3 | 10 | 9  | +1 | 7  | Chuyển qua Europa League            |  | 1–2 | 2–0 | —   | 1–1 |
| 4  | Slavia Prague     | 6  | 0 | 2 | 4 | 4  | 10 | −6 | 2  |                                     |  | 1–2 | 0–2 | 1–3 | —   |

### Bảng G
| VT | Đội                    | ST | T | H | B | BT | BB | HS | Đ  | Giành quyền tham dự                 |  | RBL | LYO | BEN | ZEN |
| -- | ---------------------- | -- | - | - | - | -- | -- | -- | -- | ----------------------------------- |  | --- | --- | --- | --- |
| 1  | RB Leipzig             | 6  | 3 | 2 | 1 | 10 | 8  | +2 | 11 | Đi tiếp vào vòng đấu loại trực tiếp |  | —   | 0–2 | 2–2 | 2–1 |
| 2  | Lyon                   | 6  | 2 | 2 | 2 | 9  | 8  | +1 | 8  | Đi tiếp vào vòng đấu loại trực tiếp |  | 2–2 | —   | 3–1 | 1–1 |
| 3  | Benfica                | 6  | 2 | 1 | 3 | 10 | 11 | −1 | 7  | Chuyển qua Europa League            |  | 1–2 | 2–1 | —   | 3–0 |
| 4  | Zenit Saint Petersburg | 6  | 2 | 1 | 3 | 7  | 9  | −2 | 7  |                                     |  | 0–2 | 2–0 | 3–1 | —   |

1. 1 2  Bằng điểm đối đầu (3). Hiệu số bàn thắng bại đối đầu: Benfica +1, Zenit Saint Petersburg −1.

### Bảng H
| VT | Đội      | ST | T | H | B | BT | BB | HS  | Đ  | Giành quyền tham dự                 |  | VAL | CHL | AJX | LIL |
| -- | -------- | -- | - | - | - | -- | -- | --- | -- | ----------------------------------- |  | --- | --- | --- | --- |
| 1  | Valencia | 6  | 3 | 2 | 1 | 9  | 7  | +2  | 11 | Đi tiếp vào vòng đấu loại trực tiếp |  | —   | 2–2 | 0–3 | 4–1 |
| 2  | Chelsea  | 6  | 3 | 2 | 1 | 11 | 9  | +2  | 11 | Đi tiếp vào vòng đấu loại trực tiếp |  | 0–1 | —   | 4–4 | 2–1 |
| 3  | Ajax     | 6  | 3 | 1 | 2 | 12 | 6  | +6  | 10 | Chuyển qua Europa League            |  | 0–1 | 0–1 | —   | 3–0 |
| 4  | Lille    | 6  | 0 | 1 | 5 | 4  | 14 | −10 | 1  |                                     |  | 1–1 | 1–2 | 0–2 | —   |

1. 1 2  Điểm đối đầu: Valencia 4, Chelsea 1.

## Vòng đấu loại trực tiếp
Ở vòng đấu loại trực tiếp, các đội đối đầu với nhau theo thể thức hai lượt đi và về trên sân nhà và sân khách, ngoại trừ trận chung kết đấu một trận.

Cơ chế bốc thăm cho mỗi vòng như sau:
- Ở lễ bốc thăm cho vòng 16 đội, 8 đội nhất bảng được xếp vào nhóm hạt giống, và 8 đội nhì bảng được xếp vào nhóm không hạt giống. Các đội hạt giống được xếp cặp để đối đầu với các đội không hạt giống, với các đội hạt giống làm đội chủ nhà cho trận lượt về. Các đội đến từ cùng bảng hoặc cùng hiệp hội không được xếp cặp để đối đầu với nhau.
- Ở lễ bốc thăm cho vòng tứ kết và vòng bán kết, không có đội hạt giống, và các đội đến từ cùng bảng hoặc cùng hiệp hội có thể được xếp cặp để đối đầu với nhau. Vì bốc thăm vòng tứ kết và vòng bán kết được tổ chức cùng nhau trước khi vòng tứ kết được diễn ra, danh tính của đội thắng vòng tứ kết không được biết tại thời điểm bốc thăm vòng bán kết. Một lượt bốc thăm cũng được diễn ra để xác định đội thắng vòng bán kết nào được chỉ định là đội "chủ nhà" cho trận chung kết (vì mục đích hành chính khi nó được diễn ra tại sân trung lập).

Đối với vòng tứ kết và vòng bán kết, các đội đến từ cùng thành phố không được xếp lịch để thi đấu tại sân nhà vào cùng ngày hoặc vào các ngày liên tiếp, vì lý do hậu cần và kiểm soát đám đông. Để tránh trường hợp mâu thuẫn lịch thi đấu, nếu hai đội được xếp cặp để chơi tại sân nhà cho cùng lượt trận, thứ tự lượt trận của cặp đấu có bao gồm đội với thứ hạng giải quốc nội thấp hơn ở mùa giải vòng loại được đảo ngược từ lần bốc thăm ban đầu.
Vào ngày 17 tháng 6 năm 2020, UEFA thông báo rằng do đại dịch COVID-19 ở châu Âu, giai đoạn cuối của giải đấu có sự thay đổi về thể thức. Vòng tứ kết, bán kết và chung kết được diễn ra theo thể thức đấu một trận duy nhất từ ngày 12 đến ngày 23 tháng 8 năm 2020 tại Sân vận động Ánh sáng và Sân vận động José Alvalade ở Lisbon, Bồ Đào Nha. Các trận đấu được diễn ra mà không có khán giả, mặc dù khán giả có thể được phép tuỳ theo việc xem xét lại tình hình và các quyết định của chính quyền quốc gia và địa phương.
Sau khi giải đấu trở lại vào tháng 8 năm 2020, mỗi đội được phép thay tối đa 5 cầu thủ, với cầu thủ thứ sáu được phép ở hiệp phụ. Tuy nhiên, mỗi đội chỉ có 3 cơ hội để thực hiện quyền thay người, với cơ hội thứ tư được áp dụng ở hiệp phụ, ngoại trừ quyền thay người được thực hiện ở thời gian nghỉ giữa giờ, trước khi bắt đầu hiệp phụ và quãng nghỉ giữa hai hiệp phụ. Điều này được thông qua sau đề xuất từ FIFA và được IFAB chấp thuận để giảm bớt tác động của lịch thi đấu dày đặc.

### Nhánh đấu
|  | Vòng 16 đội              | Vòng 16 đội         | Vòng 16 đội         | Vòng 16 đội         |                                |                     | Tứ kết              | Tứ kết | Tứ kết | Tứ kết |  |  | Bán kết | Bán kết | Bán kết | Bán kết |  |  | Chung kết | Chung kết | Chung kết | Chung kết |
|  |                          |                     |                     |                     |                                |                     |                     |        |        |        |  |  |         |         |         |         |  |  |           |           |           |           |
|  |                          |                     |                     |                     |                                |                     |                     |        |        |        |  |  |         |         |         |         |  |  |           |           |           |           |
|  |                          |                     |                     |                     |                                |                     |                     |        |        |        |  |  |         |         |         |         |  |  |           |           |           |           |
|  | Tottenham Hotspur        | 0                   | 0                   | 0                   |                                |                     |                     |        |        |        |  |  |         |         |         |         |  |  |           |           |           |           |
|  | Tottenham Hotspur        | 0                   | 0                   | 0                   |                                |                     |                     |        |        |        |  |  |         |         |         |         |  |  |           |           |           |           |
|  | RB Leipzig               | 1                   | 3                   | 4                   |                                |                     |                     |        |        |        |  |  |         |         |         |         |  |  |           |           |           |           |
|  | RB Leipzig               | 1                   | 3                   | 4                   | RB Leipzig                     | RB Leipzig          | RB Leipzig          | 2      |        |        |  |  |         |         |         |         |  |  |           |           |           |           |
|  |                          |                     |                     |                     | RB Leipzig                     | RB Leipzig          | RB Leipzig          | 2      |        |        |  |  |         |         |         |         |  |  |           |           |           |           |
|  |                          | Atlético Madrid     | Atlético Madrid     | Atlético Madrid     | 1                              |                     |                     |        |        |        |  |  |         |         |         |         |  |  |           |           |           |           |
|  | Atlético Madrid (s.h.p.) | Atlético Madrid     | Atlético Madrid     | Atlético Madrid     | 1                              | 1                   | 3                   | 4      |        |        |  |  |         |         |         |         |  |  |           |           |           |           |
|  | Atlético Madrid (s.h.p.) |                     |                     |                     |                                | 1                   | 3                   | 4      |        |        |  |  |         |         |         |         |  |  |           |           |           |           |
|  | Liverpool                | 0                   | 2                   | 2                   |                                |                     |                     |        |        |        |  |  |         |         |         |         |  |  |           |           |           |           |
|  | Liverpool                | 0                   | 2                   | 2                   | RB Leipzig                     | RB Leipzig          | RB Leipzig          | 0      |        |        |  |  |         |         |         |         |  |  |           |           |           |           |
|  |                          |                     |                     |                     | RB Leipzig                     | RB Leipzig          | RB Leipzig          | 0      |        |        |  |  |         |         |         |         |  |  |           |           |           |           |
|  |                          | Paris Saint-Germain | Paris Saint-Germain | Paris Saint-Germain | 3                              |                     |                     |        |        |        |  |  |         |         |         |         |  |  |           |           |           |           |
|  | Atalanta                 | Paris Saint-Germain | Paris Saint-Germain | Paris Saint-Germain | 3                              | 4                   | 4                   | 8      |        |        |  |  |         |         |         |         |  |  |           |           |           |           |
|  | Atalanta                 |                     |                     |                     |                                | 4                   | 4                   | 8      |        |        |  |  |         |         |         |         |  |  |           |           |           |           |
|  | Valencia                 | 1                   | 3                   | 4                   |                                |                     |                     |        |        |        |  |  |         |         |         |         |  |  |           |           |           |           |
|  | Valencia                 | 1                   | 3                   | 4                   | Atalanta                       | Atalanta            | Atalanta            | 1      |        |        |  |  |         |         |         |         |  |  |           |           |           |           |
|  |                          |                     |                     |                     | Atalanta                       | Atalanta            | Atalanta            | 1      |        |        |  |  |         |         |         |         |  |  |           |           |           |           |
|  |                          | Paris Saint-Germain | Paris Saint-Germain | Paris Saint-Germain | 2                              |                     |                     |        |        |        |  |  |         |         |         |         |  |  |           |           |           |           |
|  | Borussia Dortmund        | Paris Saint-Germain | Paris Saint-Germain | Paris Saint-Germain | 2                              | 2                   | 0                   | 2      |        |        |  |  |         |         |         |         |  |  |           |           |           |           |
|  | Borussia Dortmund        |                     |                     |                     | 23 tháng 8 – Lisbon (Ánh sáng) | 2                   | 0                   | 2      |        |        |  |  |         |         |         |         |  |  |           |           |           |           |
|  | Paris Saint-Germain      | 1                   | 2                   | 3                   |                                |                     |                     |        |        |        |  |  |         |         |         |         |  |  |           |           |           |           |
|  | Paris Saint-Germain      | 1                   | 2                   | 3                   | Paris Saint-Germain            | Paris Saint-Germain | Paris Saint-Germain | 0      |        |        |  |  |         |         |         |         |  |  |           |           |           |           |
|  |                          |                     |                     |                     | Paris Saint-Germain            | Paris Saint-Germain | Paris Saint-Germain | 0      |        |        |  |  |         |         |         |         |  |  |           |           |           |           |
|  |                          | Bayern Munich       | Bayern Munich       | Bayern Munich       | 1                              |                     |                     |        |        |        |  |  |         |         |         |         |  |  |           |           |           |           |
|  | Real Madrid              | Bayern Munich       | Bayern Munich       | Bayern Munich       | 1                              | 1                   | 1                   | 2      |        |        |  |  |         |         |         |         |  |  |           |           |           |           |
|  | Real Madrid              |                     |                     |                     |                                | 1                   | 1                   | 2      |        |        |  |  |         |         |         |         |  |  |           |           |           |           |
|  | Manchester City          | 2                   | 2                   | 4                   |                                |                     |                     |        |        |        |  |  |         |         |         |         |  |  |           |           |           |           |
|  | Manchester City          | 2                   | 2                   | 4                   | Manchester City                | Manchester City     | Manchester City     | 1      |        |        |  |  |         |         |         |         |  |  |           |           |           |           |
|  |                          |                     |                     |                     | Manchester City                | Manchester City     | Manchester City     | 1      |        |        |  |  |         |         |         |         |  |  |           |           |           |           |
|  |                          | Lyon                | Lyon                | Lyon                | 3                              |                     |                     |        |        |        |  |  |         |         |         |         |  |  |           |           |           |           |
|  | Lyon (a)                 | Lyon                | Lyon                | Lyon                | 3                              | 1                   | 1                   | 2      |        |        |  |  |         |         |         |         |  |  |           |           |           |           |
|  | Lyon (a)                 |                     |                     |                     |                                | 1                   | 1                   | 2      |        |        |  |  |         |         |         |         |  |  |           |           |           |           |
|  | Juventus                 | 0                   | 2                   | 2                   |                                |                     |                     |        |        |        |  |  |         |         |         |         |  |  |           |           |           |           |
|  | Juventus                 | 0                   | 2                   | 2                   | Lyon                           | Lyon                | Lyon                | 0      |        |        |  |  |         |         |         |         |  |  |           |           |           |           |
|  |                          |                     |                     |                     | Lyon                           | Lyon                | Lyon                | 0      |        |        |  |  |         |         |         |         |  |  |           |           |           |           |
|  |                          | Bayern Munich       | Bayern Munich       | Bayern Munich       | 3                              |                     |                     |        |        |        |  |  |         |         |         |         |  |  |           |           |           |           |
|  | Napoli                   | Bayern Munich       | Bayern Munich       | Bayern Munich       | 3                              | 1                   | 1                   | 2      |        |        |  |  |         |         |         |         |  |  |           |           |           |           |
|  | Napoli                   |                     |                     |                     |                                | 1                   | 1                   | 2      |        |        |  |  |         |         |         |         |  |  |           |           |           |           |
|  | Barcelona                | 1                   | 3                   | 4                   |                                |                     |                     |        |        |        |  |  |         |         |         |         |  |  |           |           |           |           |
|  | Barcelona                | 1                   | 3                   | 4                   | Barcelona                      | Barcelona           | Barcelona           | 2      |        |        |  |  |         |         |         |         |  |  |           |           |           |           |
|  |                          |                     |                     |                     | Barcelona                      | Barcelona           | Barcelona           | 2      |        |        |  |  |         |         |         |         |  |  |           |           |           |           |
|  |                          | Bayern Munich       | Bayern Munich       | Bayern Munich       | 8                              |                     |                     |        |        |        |  |  |         |         |         |         |  |  |           |           |           |           |
|  | Chelsea                  | Bayern Munich       | Bayern Munich       | Bayern Munich       | 8                              | 0                   | 1                   | 1      |        |        |  |  |         |         |         |         |  |  |           |           |           |           |
|  | Chelsea                  |                     |                     |                     |                                | 0                   | 1                   | 1      |        |        |  |  |         |         |         |         |  |  |           |           |           |           |
|  | Bayern Munich            | 3                   | 4                   | 7                   |                                |                     |                     |        |        |        |  |  |         |         |         |         |  |  |           |           |           |           |
|  | Bayern Munich            | 3                   | 4                   | 7                   |                                |                     |                     |        |        |        |  |  |         |         |         |         |  |  |           |           |           |           |

### Vòng 16 đội
Lễ bốc thăm cho vòng 16 đội được tổ chức vào ngày 16 tháng 12 năm 2019, lúc 12:00 CET.
Lượt đi được diễn ra vào ngày 18, 19, 25 và 26 tháng 2, cùng với các trận đấu đầu tiên của lượt về được diễn ra vào ngày 10 và 11 tháng 3 năm 2020. Do những lo ngại về đại dịch COVID-19, các trận đấu còn lại của lượt về đã bị hoãn bởi UEFA vào ngày 13 tháng 3 năm 2020. Vào ngày 17 tháng 6 năm 2020, UEFA thông báo rằng lượt về được diễn ra vào ngày 7–8 tháng 8 năm 2020, với địa điểm được quyết định có thể là sân vận động của đội nhà hoặc một sân vận động trung lập ở Bồ Đào Nha (tại Sân vận động Dragão ở Porto và Sân vận động D. Afonso Henriques ở Guimarães). Tuy nhiên, vào ngày 9 tháng 7 năm 2020, UEFA thông báo rằng các trận đấu lượt về còn lại được diễn ra tại tại các địa điểm dự kiến ban đầu.
| Đội 1             | TTS     | Đội 2               | Lượt đi | Lượt về      |
| ----------------- | ------- | ------------------- | ------- | ------------ |
| Borussia Dortmund | 2–3     | Paris Saint-Germain | 2–1     | 0–2          |
| Real Madrid       | 2–4     | Manchester City     | 1–2     | 1–2          |
| Atalanta          | 8–4     | Valencia            | 4–1     | 4–3          |
| Atlético Madrid   | 4–2     | Liverpool           | 1–0     | 3–2 (s.h.p.) |
| Chelsea           | 1–7     | Bayern Munich       | 0–3     | 1–4          |
| Lyon              | 2–2 (a) | Juventus            | 1–0     | 1–2          |
| Tottenham Hotspur | 0–4     | RB Leipzig          | 0–1     | 0–3          |
| Napoli            | 2–4     | Barcelona           | 1–1     | 1–3          |

### Tứ kết
Lễ bốc thăm cho vòng tứ kết được tổ chức vào ngày 10 tháng 7 năm 2020.
Các trận đấu được diễn ra từ ngày 12 đến 15 tháng 8 năm 2020.
| Đội 1           | Tỉ số | Đội 2               |
| --------------- | ----- | ------------------- |
| Manchester City | 1–3   | Lyon                |
| RB Leipzig      | 2–1   | Atlético Madrid     |
| Barcelona       | 2–8   | Bayern Munich       |
| Atalanta        | 1–2   | Paris Saint-Germain |

### Bán kết
Lễ bốc thăm cho vòng bán kết được tổ chức vào ngày 10 tháng 7 năm 2020 (sau khi bốc thăm vòng tứ kết).
Các trận đấu được diễn ra vào ngày 18 và 19 tháng 8 năm 2020.
| Đội 1      | Tỉ số | Đội 2               |
| ---------- | ----- | ------------------- |
| Lyon       | 0–3   | Bayern Munich       |
| RB Leipzig | 0–3   | Paris Saint-Germain |

### Chung kết
Trận chung kết được diễn ra tại Sân vận động Ánh sáng ở Lisbon. Đội "chủ nhà" (vì mục đích hành chính) được xác định bằng một lượt bốc thăm bổ sung được tổ chức sau khi bốc thăm vòng tứ kết và vòng bán kết.
| Paris Saint-Germain | 0–1      | Bayern Munich |
| ------------------- | -------- | ------------- |
|                     | Chi tiết | - Coman 59'   |

## Thống kê
Thống kê ở vòng loại và vòng play-off không được tính đến.

### Các cầu thủ ghi bàn hàng đầu
| XH | Cầu thủ            | Đội                                 | Số bàn thắng | Số phút đã chơi |
| -- | ------------------ | ----------------------------------- | ------------ | --------------- |
| 1  | Robert Lewandowski | Bayern München                      | 15           | 887             |
| 2  | Erling Haaland     | Red Bull Salzburg Borussia Dortmund | 10           | 554             |
| 3  | Serge Gnabry       | Bayern München                      | 9            | 767             |
| 4  | Harry Kane         | Tottenham Hotspur                   | 6            | 450             |
| 4  | Dries Mertens      | Napoli                              | 6            | 586             |
| 4  | Gabriel Jesus      | Manchester City                     | 6            | 590             |
| 4  | Memphis Depay      | Lyon                                | 6            | 594             |
| 4  | Raheem Sterling    | Manchester City                     | 6            | 599             |
| 9  | Son Heung-min      | Tottenham Hotspur                   | 5            | 365             |
| 9  | Mauro Icardi       | Paris Saint-Germain                 | 5            | 480             |
| 9  | Josip Iličić       | Atalanta                            | 5            | 516             |
| 9  | Lautaro Martínez   | Inter Milan                         | 5            | 521             |
| 9  | Luis Suárez        | Barcelona                           | 5            | 567             |
| 9  | Karim Benzema      | Real Madrid                         | 5            | 643             |
| 9  | Kylian Mbappé      | Paris Saint-Germain                 | 5            | 652             |

Nguồn:

### Các cầu thủ kiến tạo hàng đầu
| XH | Cầu thủ            | Đội                 | Số pha kiến tạo | Số phút đã chơi |
| -- | ------------------ | ------------------- | --------------- | --------------- |
| 1  | Ángel Di María     | Paris Saint-Germain | 6               | 750             |
| 1  | Robert Lewandowski | Bayern München      | 6               | 887             |
| 3  | Hakim Ziyech       | Ajax                | 5               | 499             |
| 3  | Kylian Mbappé      | Paris Saint-Germain | 5               | 652             |
| 3  | Houssem Aouar      | Lyon                | 5               | 715             |
| 6  | Corentin Tolisso   | Bayern München      | 4               | 341             |
| 6  | Riyad Mahrez       | Manchester City     | 4               | 572             |
| 6  | Neymar             | Paris Saint-Germain | 4               | 585             |
| 6  | Roberto Firmino    | Liverpool           | 4               | 629             |
| 6  | Alphonso Davies    | Bayern München      | 4               | 713             |

Nguồn:

### Đội hình tiêu biểu của mùa giải
Nhóm nghiên cứu chiến thuật của UEFA lựa chọn 23 cầu thủ sau đây vào đội hình tiêu biểu của giải đấu.
| VT | Cầu thủ            | Đội                 |
| -- | ------------------ | ------------------- |
| TM | Manuel Neuer       | Bayern München      |
| TM | Jan Oblak          | Atlético Madrid     |
| TM | Anthony Lopes      | Lyon                |
| HV | Alphonso Davies    | Bayern München      |
| HV | Joshua Kimmich     | Bayern München      |
| HV | Virgil van Dijk    | Liverpool           |
| HV | Dayot Upamecano    | RB Leipzig          |
| HV | Angeliño           | RB Leipzig          |
| HV | David Alaba        | Bayern München      |
| TV | Thiago             | Bayern München      |
| TV | Kevin De Bruyne    | Manchester City     |
| TV | Houssem Aouar      | Lyon                |
| TV | Leon Goretzka      | Bayern München      |
| TV | Marcel Sabitzer    | RB Leipzig          |
| TV | Marquinhos         | Paris Saint-Germain |
| TV | Alejandro Gómez    | Atalanta            |
| TV | Thomas Müller      | Bayern München      |
| TĐ | Serge Gnabry       | Bayern München      |
| TĐ | Robert Lewandowski | Bayern München      |
| TĐ | Kylian Mbappé      | Paris Saint-Germain |
| TĐ | Neymar             | Paris Saint-Germain |
| TĐ | Lionel Messi       | Barcelona           |
| TĐ | Raheem Sterling    | Manchester City     |

### Cầu thủ xuất sắc nhất mùa giải
Các lá phiếu được bầu chọn cho các cầu thủ xuất sắc nhất mùa giải bởi các huấn luyện viên của 32 đội ở vòng bảng, cùng với 55 nhà báo do nhóm European Sports Media (ESM) lựa chọn, đại diện cho mỗi hiệp hội thành viên của UEFA. Các huấn luyện viên không được phép bầu chọn cầu thủ từ chính đội của họ. Các thành viên ban giám khảo đã chọn ba cầu thủ hàng đầu của họ, với người đầu tiên nhận được 5 điểm, người thứ hai là 3 điểm và người thứ ba là 1 điểm. Danh sách rút gọn ba cầu thủ hàng đầu được công bố vào ngày 16 tháng 9 năm 2020. Những cầu thủ giành giải thưởng đã được công bố và trao tặng trong lễ bốc thăm vòng bảng UEFA Champions League 2020-21 ở Thụy Sĩ vào ngày 1 tháng 10 năm 2020.
| XH                        | Cầu thủ                 | Đội                     | Điểm                    |
| Danh sách rút gọn top 3   | Danh sách rút gọn top 3 | Danh sách rút gọn top 3 | Danh sách rút gọn top 3 |
| ------------------------- | ----------------------- | ----------------------- | ----------------------- |
| 1                         | Manuel Neuer            | Bayern Munich           | 376                     |
| 2                         | Jan Oblak               | Atlético Madrid         | 92                      |
| 3                         | Keylor Navas            | Paris Saint-Germain     | 89                      |
| Các cầu thủ xếp hạng 4–10 |                         |                         |                         |
| 4                         | Anthony Lopes           | Lyon                    | 46                      |
| 5                         | Alisson                 | Liverpool               | 28                      |
| 6                         | Thibaut Courtois        | Real Madrid             | 18                      |
| 6                         | Marc-André ter Stegen   | Barcelona               | 18                      |
| 8                         | Péter Gulácsi           | RB Leipzig              | 15                      |
| 9                         | Wojciech Szczęsny       | Juventus                | 10                      |
| 10                        | Ederson                 | Manchester City         | 8                       |

| XH                        | Cầu thủ                 | Đội                     | Điểm                    |
| Danh sách rút gọn top 3   | Danh sách rút gọn top 3 | Danh sách rút gọn top 3 | Danh sách rút gọn top 3 |
| ------------------------- | ----------------------- | ----------------------- | ----------------------- |
| 1                         | Joshua Kimmich          | Bayern Munich           | 161                     |
| 2                         | Alphonso Davies         | Bayern Munich           | 138                     |
| 3                         | David Alaba             | Bayern Munich           | 119                     |
| Các cầu thủ xếp hạng 4–10 |                         |                         |                         |
| 4                         | Virgil van Dijk         | Liverpool               | 79                      |
| 5                         | Thiago Silva            | Paris Saint-Germain     | 54                      |
| 6                         | Dayot Upamecano         | RB Leipzig              | 46                      |
| 7                         | Sergio Ramos            | Real Madrid             | 35                      |
| 8                         | Marquinhos              | Paris Saint-Germain     | 21                      |
| 9                         | Trent Alexander-Arnold  | Liverpool               | 10                      |
| 10                        | Matthijs de Ligt        | Juventus                | 8                       |

| XH                        | Cầu thủ                 | Đội                     | Điểm                    |
| Danh sách rút gọn top 3   | Danh sách rút gọn top 3 | Danh sách rút gọn top 3 | Danh sách rút gọn top 3 |
| ------------------------- | ----------------------- | ----------------------- | ----------------------- |
| 1                         | Kevin De Bruyne         | Manchester City         | 171                     |
| 2                         | Thiago                  | Bayern Munich           | 169                     |
| 3                         | Thomas Müller           | Bayern Munich           | 78                      |
| Các cầu thủ xếp hạng 4–10 |                         |                         |                         |
| 4                         | Serge Gnabry            | Bayern Munich           | 46                      |
| 5                         | Marquinhos              | Paris Saint-Germain     | 44                      |
| 6                         | Joshua Kimmich          | Bayern Munich           | 40                      |
| 7                         | Leon Goretzka           | Bayern Munich           | 39                      |
| 8                         | Houssem Aouar           | Lyon                    | 22                      |
| 9                         | Ángel Di María          | Paris Saint-Germain     | 20                      |
| 10                        | Marcel Sabitzer         | RB Leipzig              | 18                      |

| XH                        | Cầu thủ                 | Đội                                 | Điểm                    |
| Danh sách rút gọn top 3   | Danh sách rút gọn top 3 | Danh sách rút gọn top 3             | Danh sách rút gọn top 3 |
| ------------------------- | ----------------------- | ----------------------------------- | ----------------------- |
| 1                         | Robert Lewandowski      | Bayern Munich                       | 361                     |
| 2                         | Kylian Mbappé           | Paris Saint-Germain                 | 72                      |
| 3                         | Neymar                  | Paris Saint-Germain                 | 62                      |
| Các cầu thủ xếp hạng 4–10 |                         |                                     |                         |
| 4                         | Serge Gnabry            | Bayern Munich                       | 46                      |
| 5                         | Erling Haaland          | Red Bull Salzburg Borussia Dortmund | 33                      |
| 5                         | Lionel Messi            | Barcelona                           | 33                      |
| 7                         | Thomas Müller           | Bayern Munich                       | 29                      |
| 8                         | Cristiano Ronaldo       | Juventus                            | 18                      |
| 9                         | Ángel Di María          | Paris Saint-Germain                 | 9                       |
| 10                        | Sadio Mané              | Liverpool                           | 8                       |